# Polen op het Eurovisiesongfestival 1999
Polen nam deel aan het Eurovisiesongfestival 1999 in Jeruzalem, Israël. Het was de 6de deelname van het land op het Eurovisiesongfestival. De selectie verliep via een interne selectie. TVP was verantwoordelijk voor de Poolse bijdrage voor de editie van 1999.

## Selectieprocedure
Om de kandidaat te kiezen voor Polen op het festival koos men ervoor om deze intern aan te duiden.
De keuze viel uiteindelijk op de zanger Mietek Szcześniak met het lied "Przytul mnie mocno".

## In Jeruzalem
Op het festival zelf in Israël moest Polen aantreden als 12de, net na Nederland en voor IJsland.
Op het einde van de puntentelling bleek dat Polen op een 18de plaats was geëindigd met een totaal van 17 punten.
België en Nederland hadden geen punten over voor deze inzending.

### Gekregen punten

#### Finale
| 12 punten | 10 punten   | 8 punten | 7 punten   | 6 punten                |
| --------- | ----------- | -------- | ---------- | ----------------------- |
|           |             |          | - Litouwen | - Bosnië en Herzegovina |
| 5 punten  | 4 punten    | 3 punten | 2 punten   | 1 punt                  |
|           | - Duitsland |          |            |                         |

### Punten gegeven door Polen

#### Finale
Punten gegeven in de finale:
| 12 punten | Duitsland             |
| 10 punten | Israël                |
| 8 punten  | Estland               |
| 7 punten  | Kroatië               |
| 6 punten  | Zweden                |
| 5 punten  | Bosnië en Herzegovina |
| 4 punten  | IJsland               |
| 3 punten  | Oostenrijk            |
| 2 punten  | België                |
| 1 punt    | Denemarken            |

1994 · 1995 · 1996 · 1997 · 1998 · 1999 · 2000 · 2001 · 2002 · 2003 · 2004 · 2005 · 2006 · 2007 · 2008 · 2009 · 2010 · 2011 · 2012-2013 · 2014 · 2015 · 2016 · 2017 · 2018 · 2019 · 2020 · 2021 · 2022 · 2023 · 2024 · 2025